# 平坝镇
平坝镇，是中华人民共和国云南省文山壮族苗族自治州文山市下辖的一个乡镇级行政单位。

## 行政区划
平坝镇下辖以下地区：
平坝村、得白村、石洞门村、平地村、底泥村、长冲村、沙子洞村、土戈寨村、小坝子村、杜孟村、者安村、黄草坝村和腊窝村。